# Dafnoúla (ort i Grekland, Epirus, Thesprotia)
Dafnoúla är en ort i Grekland.   Den ligger i prefekturen Thesprotia och regionen Epirus, i den västra delen av landet, 300 km nordväst om huvudstaden Aten. Dafnoúla ligger 191 meter över havet och antalet invånare är 315.
Terrängen runt Dafnoúla är kuperad västerut, men österut är den bergig. Runt Dafnoúla är det ganska glesbefolkat, med 28 invånare per kvadratkilometer. Närmaste större samhälle är Paramythiá, 5,6 km norr om Dafnoúla. Trakten runt Dafnoúla består till största delen av jordbruksmark.